# Kilmeston
Kilmeston lub Kilmiston – wieś i civil parish w Anglii, w Hampshire, w dystrykcie Winchester. W 2011 roku civil parish liczyła 276 mieszkańców. Kilmeston jest wspomniana w Domesday Book (1086) jako Chelmestune.